# Eurodryas fulvacea
Eurodryas fulvacea är en fjärilsart som beskrevs av Lambert-Joseph-Louis Lambillion 1911. Eurodryas fulvacea ingår i släktet Eurodryas och familjen praktfjärilar. Inga underarter finns listade i Catalogue of Life.